# Icelidae
Icelidae zijn een familie van straalvinnige vissen uit de orde van Schorpioenvisachtigen (Scorpaeniformes).

## Geslacht
- Icelus Krøyer, 1845